# 이선 앨런 익스프레스
이선 앨런 익스프레스(영어: Ethan Allen Express)는 미국 뉴욕주 뉴욕 펜실베이니아 역에서 버몬트주 러틀랜드 러틀랜드 역까지 운행되는 도시철도 열차이다. 열차 이름의 유래는 당시 미국 독립 전쟁 활동가였던 이선 앨런에서 유래 되었다.

## 역사 및 현황
1996년에 개통된 노선으로 2002년에 위탁 수화물과 자전거 운반이 폐지되었다. 2008년 버몬트 에이전시 오브 트랜스포테이션에서 노선을 폐지하고 버스로 대체할 것을 제안 했으나 입법 위원회에서 거절했다.

## 사진

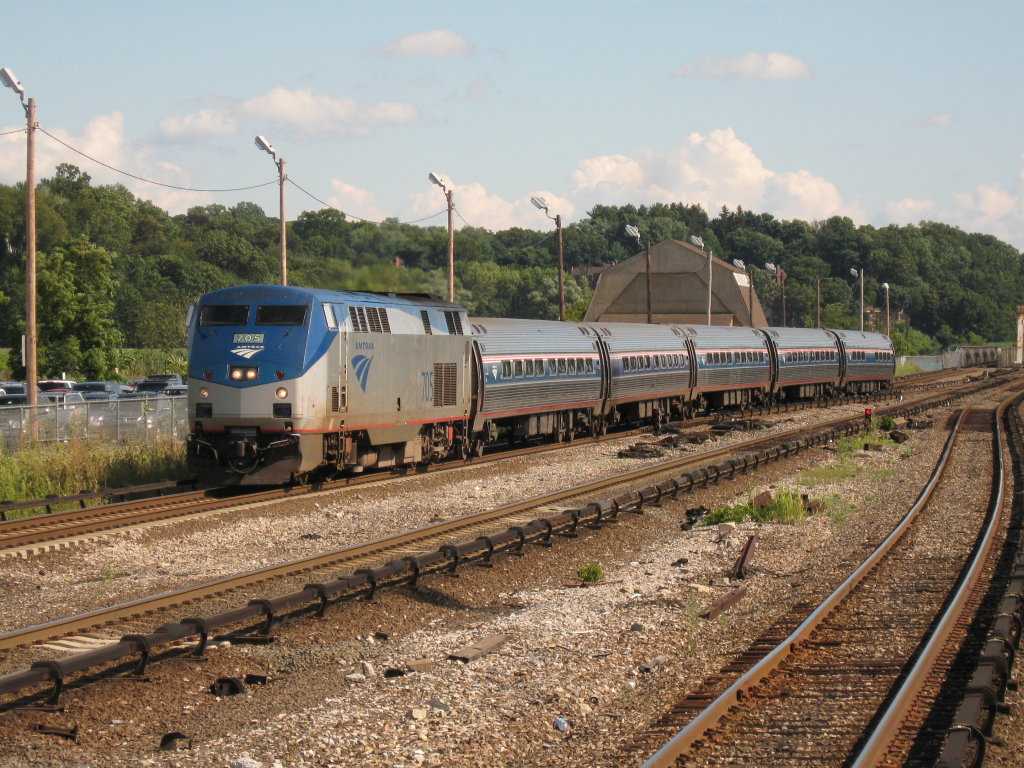